# Västra Valsjön
Västra Valsjön är en sjö i Borås kommun i Västergötland och ingår i Rolfsåns huvudavrinningsområde.